# 白屈菜碱
白屈菜碱又名毛茛碱，是由罂粟科植物白屈菜的全草中提取分离而得。

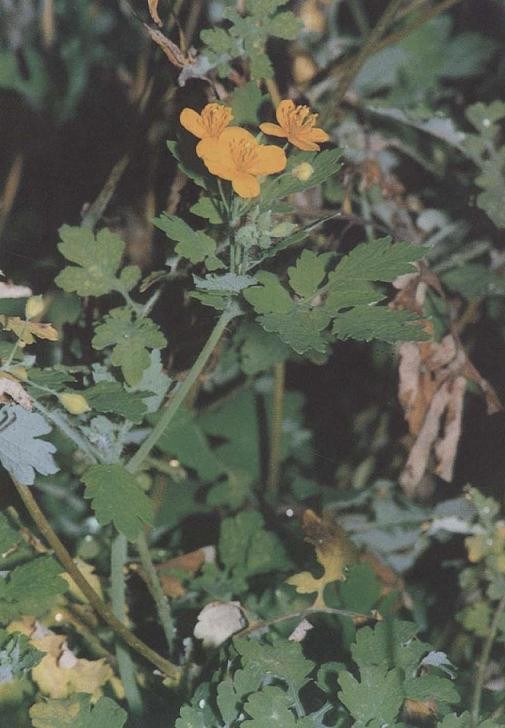
白屈菜

## 提取
花盛期采收，割取地上部分，晒干。取样品5g用60%乙醇提取3次(100、100、50ml)，每次加热15分钟，合并提取液，减压浓缩至约50ml，加入浓硫酸30ml、醋酸溶液 30ml、锌粒4g，加热约1小时，直到溶液澄清，过滤，用少量含有硫酸的热水洗涤，冷却后以浓氨水中和，用乙醚提取3次(至提取液与碘化汞钾试剂不反应为止)，过滤，用无水硫酸钠干燥，滤器用乙醚洗，浓缩后，抽空干燥除去乙醚，并干燥至恒重。

## 理化性质
白色晶体或结晶性粉末。熔点136℃，[α]D20+120°(氯仿)。溶于乙醇、乙醚、氯仿，不溶于水。

## 生理作用
白屈菜碱有类似吗啡的中枢作用，属麻醉性镇痛剂。主要用于脏器平滑肌痉挛引起的绞痛，如胆绞痛、肾绞痛、胆道蛔虫症痛、消化性溃疡痛及痛经等; 辅助局麻可用于妇女绝育术。也用于外伤及癌性疼痛。
对肌肉的作用，在化学上与罂粟碱同属苯异喹啉类，作用亦相似，能抑制各种平滑肌，有解痉作用，而毒性则较低。对平滑肌之抑制属直接作用，因为它不仅能对抗匹罗卡品，且可对抗组织胺甚至氯化钡（毛果芸香碱、白屈菜总碱）的作用，对兔离体小肠之解痉效力，以重量计，约为罂栗碱的53%，白屈菜注射液还能解除豚鼠离体肠管由抗原-抗体反应引起的痉摩收缩。也有人报告，低浓度能提高离体兔肠、子宫的张力，而较高浓度方呈抑制作用，大剂量还能抑制心肌、减慢心率、停止于扩张期，对横纹肌也有抑制作用。白屈菜总碱对平滑肌呈兴奋作用。
对神经系统的作用，白屈菜碱属原鸦片碱一类，也能抑制中枢。与吗啡相比，它对末梢的作用较强，而对中枢则较弱，有某些镇痛及催眠作用，白屈菜注射液对小鼠能产生中枢抑制作用，使自发活动减少，热板法、醋酸扭体法实验表明对小鼠有镇痛作用。治疗剂量不抑制呼吸，大量可减慢之；对反射无明显抑制，亦无脊髓性兴奋；能麻痹感觉及运动神经末梢，但对神经干无作用。

## 抗肿瘤作用
白屈菜碱是一种有丝分裂毒素，可使小鼠移植性腹水癌细胞的高三倍体（hypertriplokd）的中、晚期分裂指数发生改变，呈显着的阻断分裂作用，给予125mg/kg后12小时，停止于中期分裂的占23.1%；在体外2.5×10（-6）M，能抑制纤维母细胞之有丝分裂。能延缓恶性肿瘤之生长。对小鼠肉瘤-180、艾氏瘤虽有抑制，但副作用及毒性大。原阿片碱亦有抗癌作用。亦有报道白屈菜碱和原阿片碱的抗癌作用不明显，而40%的白屈菜甲醇提取物却有明显的抗癌活性；有谓白屈菜提取物对小鼠淋巴白血病L1210及大鼠肉瘤W256并无抑制作用，但在组织培养中对EaglesPKB鼻咽癌细胞呈细胞毒作用，产生细胞毒作用的成分之一为黄连碱。对鼠Jensen肉瘤无作用。

## 药物应用
主治胃炎，胃溃疡，腹痛，痢疾，黄疸，慢性气管炎，百日咳；外用主治水田皮炎，毒虫咬伤。